# Schutzstaffel
De Schutzstaffel (Nederlands: beschermingsafdeling), beter bekend onder de afkorting SS, (ᛋᛋ met runen) of ook wel de Duitse Zwarthemden, was een organisatie binnen de Duitse nazi-partij, de Nationaalsocialistische Duitse Arbeiderspartij (NSDAP).
De SS werd in 1925 opgericht en was oorspronkelijk een paramilitaire organisatie die fungeerde als de persoonlijke lijfwacht van Adolf Hitler. De groepering groeide uit tot wat de nazi's beschouwden als een elite-eenheid. De SS had haar eigen kentekens, uniformen en militaire rangen. Het symbool van de SS bestaat uit een gestileerde, dubbele bliksemschicht, de zogenaamde Sig-rune ᛋ. De SS is in de processen van Neurenberg formeel bestempeld als misdadige organisatie. Tot 1943 bestond de SS louter uit vrijwilligers. Daarna werden ook dienstplichtigen ingelijfd.

## Oprichting van de Schutzstaffel

### Voorlopers van de SS

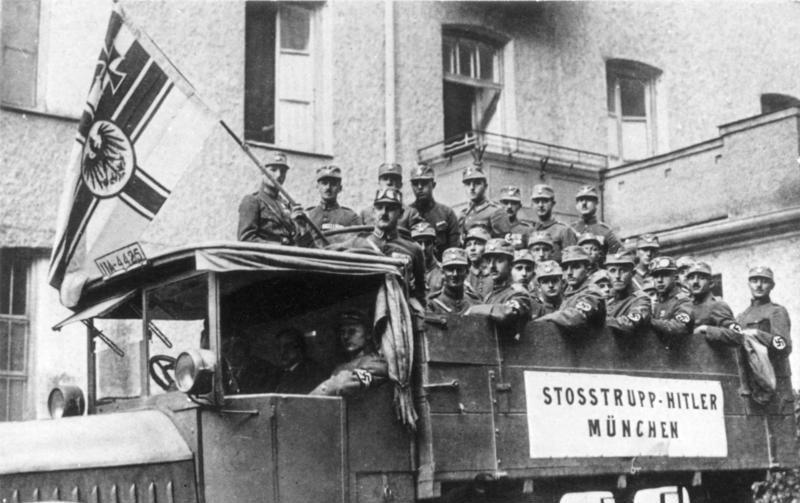
De Stoßtrupp Adolf Hitler.

Hitler eiste, als net benoemde leider van de NSDAP, dat de partij de beschikking kreeg over een eigen ordedienst. Deze ordedienst zou zich voornamelijk moeten bezighouden met de bescherming van de partijleden en hun bijeenkomsten. Dit leidde ertoe dat op 4 november 1921 de Sturmabteilung (SA) werd opgericht. Naast het bewaken van de partij en haar leden, hield de SA zich bezig met straatgevechten met politieke tegenstanders, pseudomilitaire oefeningen en het terroriseren van Joden en andere minderheden.
Binnen de SA was de Stabswache verantwoordelijk voor de bescherming van Hitler en andere belangrijke partijleden. Ernst Röhm, een goede vriend van Hitler, was de informele leider van de SA. Röhm had eigenlijk alle macht over de organisatie, ondanks dat hij niet als formele leider was aangesteld. Röhm en Hitler verschilden van toekomstplannen, maar bleven desondanks steeds goed samenwerken om hun plannen te verwezenlijken. Het was echter hoogst onzeker of Röhm en zijn SA de NSDAP en haar prominenten in de toekomst ook bleef beschermen. Hitler richtte daarom in mei 1923 de Stoßtrupp Adolf Hitler op. De eenheid kwam onder leiding te staan van Joseph Berchtold.
Aanvankelijk was het doel van de Stoßtrupp Adolf Hitler om Hitler te beschermen tegen politieke tegenstanders die regelmatig verschenen tijdens zijn toespraken in München. Om zich van de SA te onderscheiden, droegen de leden zwarte petten met een doodskopembleem en zwartgerande banden om de arm met hakenkruizen. De kleding van de eenheid was gebaseerd op die van de Marine-Brigade Ehrhardt, een gewelddadige eenheid van het Freikorps.

### Bierkellerputsch
Aan het begin van de twintiger jaren werd de Duitse staat Beieren door een driemanschap bestuurd. Het bestuur wilde Beieren afscheiden van Duitsland en een eigen, onafhankelijke staat oprichten. Hitler zag dit als een mogelijkheid om de macht te grijpen en speelde er handig op in. Hitler wilde Beieren niet afsplitsen van de rest van Duitsland, maar hij wilde de macht over heel Duitsland. In de nacht van 8 op 9 november 1923 trachtten Hitler en Erich Ludendorff, samen met enkele andere vooraanstaande nazi's en de SA, in München de macht te grijpen.
Hitler hoopte vanuit München de regering van de Duitse Weimarrepubliek omver te werpen, maar hij kreeg niet voldoende steun. De staatsgreep werd uiteindelijk door de politie en de Reichswehr neergeslagen. Tijdens deze putsch kwamen vier politieagenten en zestien demonstranten om het leven.
Alle betrokkenen bij de staatsgreep, waaronder Hitler, Röhm en Ludendorff, werden berecht. Hitler werd op 1 april 1924 veroordeeld tot een gevangenisstraf van vijf jaar. Wegens goed gedrag werd Hitler al op 20 december 1924 vrijgelaten. Ludendorff werd zelfs geheel vrijgesproken. Röhm kreeg, net als veel andere deelnemers aan de staatsgreep, een vrij lage straf. Hij werd veroordeeld tot 15 maanden cel, maar werd al snel op "erewoord" vrijgelaten. De NSDAP en SA, dus ook de Stoßtrupp Adolf Hitler, werden verboden. Röhm ging op illegale wijze de SA doorontwikkelen. Hitler had echter andere plannen en besloot in de toekomst op een legale manier aan de macht te komen.

### Heroprichting
De revolutie was neergeslagen en haar leiders zaten tijdelijk in de gevangenis. Hitler trok direct lering uit deze situatie en kwam tot de conclusie dat Duitsland geen voedingsbodem had voor een gewelddadige omwenteling in de vorm van een korte, snelle revolutie. "Links Duitsland" had dit aan het einde van de Eerste Wereldoorlog ondervonden en de NSDAP in 1923. In de gevangenis besteedde Hitler zijn tijd aan het formuleren van de uitgangspunten voor een politieke omwenteling, die later in boekvorm bekend werden onder de naam Mein Kampf

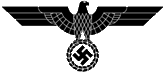
Het nazisymbool

Hitler werd eind 1924 vrijgelaten en besloot direct om opnieuw de NSDAP en SA op te richten, hetgeen gebeurde op 26 februari 1925. Ten tijde van Hitlers gevangenschap, had Röhm de SA, die tijdelijk Frontbann heette, doorontwikkeld en was het ledenaantal gegroeid van 2.000 in 1923, tot ruim 30.000 in 1924. Hitler gaf direct na zijn vrijlating te kennen dat hij geen behoefte meer had aan een paramilitaire organisatie. Hij wilde namelijk niet meer op een gewelddadige manier aan de macht komen in Duitsland. Tevens had hij geen vertrouwen meer in een partijleger waar hij geen grip op had.
Hitler wilde, nadat het verbod op de NSDAP en SA werd beëindigd, dat de Frontbann werd opgenomen binnen de partij. De organisatie zou weer Sturmabteilung genoemd worden. De SA-leden waren naar Hitlers mening alleen nog bruikbaar als bewakers tijdens partijbijeenkomsten en voor propagandadoeleinden.
Hitler gaf ook aan dat hij graag weer een eigen lijfwacht tot zijn beschikking kreeg. Julius Schreck kreeg de taak om deze lijfwacht op te richten. Op 16 april 1925 deed de nieuwe lijfwacht, bestaande uit acht man en ditmaal onder leiding van Schreck, voor het eerst officieel dienst. De nieuwe organisatie had dezelfde uiterlijke kenmerken als de Stoßtrupp Adolf Hitler. Deze nieuwe eenheid had echter een andere taak en status.
Lange tijd werd er naar een nieuwe, pakkende naam voor de eenheid gezocht. Schutzkommando en Sturmstaffel waren, net als de Schutzstaffel, potentiële namen. Op 9 november van dat jaar werd de knoop doorgehakt en de naam van de eenheid werd Schutzstaffel.

## Ontwikkeling van de SS voor de oorlog

### Periode 1925 - 1928
Röhm vond dat de SA een van de partijleiding onafhankelijk, paramilitair korps moest zijn, en de partij waar nodig militair moest ondersteunen. Hitler wilde hier niets van weten, waarop Röhm als leider van de SA opstapte en naar Bolivia vertrok waar hij vanaf 1928 als adviseur voor het Boliviaanse leger werkte.
Als reactie hierop gaf Hitler het bevel om naast de SA een nieuwe kadergroep op te richten, die overeenkomst vertoonde met zijn lijfwacht, gevestigd in München. Er werden over het gehele land in diverse steden soortgelijke groepen opgericht, van elk tien man. Daaruit kwam de naam Zehnerstaffeln voort. Deze groepen waren alle ondergeschikt aan de leidinggevende organisatie in München. Door de oprichting van deze eenheden waren belangrijke NSDAP-leiders over het gehele land verzekerd van bescherming. In tegenstelling tot de SA werden de leden van deze diverse Schutzstaffeln uitsluitend gerekruteerd uit partijleden die bereid waren om zich ieder moment gereed te houden voor politieke actie. Zij moesten niet alleen de veiligheid van prominente NSDAP'ers waarborgen, maar ook waren ze verantwoordelijk voor de veiligheid bij partijbijeenkomsten, waardoor zij min of meer een partijpolitie vormden. Naast het veiligheidsaspect werd de SS ook ingezet om leden te werven voor de partij en de partijkrant, de Völkischer Beobachter.
Op 15 april 1926 nam Joseph Berchthold de leiding van de SS op zich. Hij kreeg op de partijdag van de NSDAP de Blutfahne uitgereikt van Hitler. De SS'ers beloofden op diezelfde dag nog trouw tot in de dood aan Hitler. Deze vlag, waarop een hakenkruis stond, was met bloed bevlekt. Zij was tijdens de Bierkellerputsch na de confrontatie met de politie op de Odeonsplatz blijven liggen. De vlag kreeg een belangrijke symbolische status binnen de NSDAP en met het overdragen van deze vlag aan de SS gaf Hitler zijn zegen aan de elitebeweging.

#### Ondergeschikt aan de SA
De NSDAP maakte de SA een ondergeschikte organisatie van de NSDAP, hetgeen niet direct betekende dat Hitler de leiding had over de organisatie. Tussen 1926 en 1930 was Franz Pfeffer von Salomon de leider van de SA. Hij wilde weliswaar niet dat de SA een ondergeschikte organisatie was van de partij, maar streefde ook niet de vergaande machtsplannen na die Röhm voor ogen had. Zonder diezelfde Ernst Röhm was de SA beroofd van haar boegbeeld en werd het belang van de SA beperkt. Iedere plaatselijke SA-afdeling ging haar eigen gang en de organisatie voerde een chaotisch beleid. Tijdens deze periode was de SA geen gevaar voor de machtspositie van Hitler, waardoor hij weer de volledige controle had over de nationaalsocialistische beweging.
Nadat de SA in 1926 werd gereorganiseerd, maakte de partijleiding, tegen de wil van SS-leider Berchthold in, de SS ondergeschikt aan de SA. De SS werd op dezelfde manier georganiseerd als de SA (indeling in Stürme, Standarten en Gruppen met de daarbij behorende rangaanduidingen). De SS bleef onder leiding van Berchthold en Erhard Heiden, die in maart 1927 de leiding van de SS op zich nam, relatief klein.

### Periode 1929 - 1933

#### Heinrich Himmler wordt Reichsführer-SS

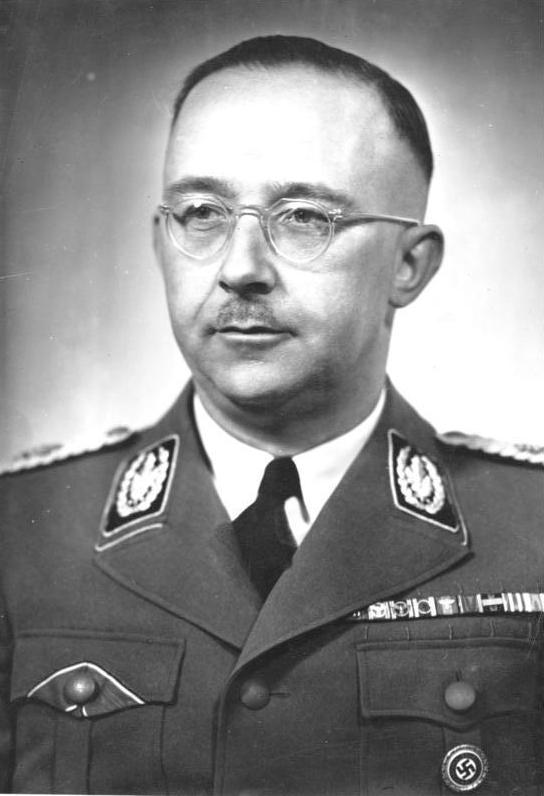
Heinrich Himmler was van 1929 tot 1945 Reichsführer-SS.

Op het moment dat Heinrich Himmler op 6 januari de functie van Reichsführer-SS ging bekleden, vond er een revolutie plaats binnen de SS. Himmler ontwikkelde de oorspronkelijke bedoeling van de SS in twee richtingen verder:
1. Enerzijds voerde hij de gedachte van de orde en maakte hij van de SS het elitekorps van de nazi's.
2. Anderzijds stichtte hij met de SS het allesomvattende veiligheids- en terreurapparaat van de totalitaire heerschappij van Hitler.

Om dit te bereiken paste de SS een straf en consequent beleid toe. Ook moest de SS geen 'mannenorganisatie' worden, maar een sibbeorde, hetgeen betekent dat de familie van de SS'er ook in de kring van de organisatie werd opgenomen. De grondgedachte hiervan was dat een geestelijke en politieke elite slechts tot stand kon komen door racistisch-biologische eisen te stellen. Himmler eiste van de SS'ers dat ze op jonge leeftijd met een zuiver Germaanse vrouw trouwden. Bovendien was de insteek dat de vrouwen zo veel mogelijk kinderen moesten krijgen.
Het ledenaantal van de SS ging na Himmlers aanstelling drastisch omhoog. Begin 1929 had de SS nog 280 leden, terwijl dit aantal in 1931 was opgelopen tot ongeveer 15.000 leden. Waar de SA zich met name richtte op oorlogsveteranen, trok de SS vooral veel jeugdige leden aan. De jeugd wilde verandering door de economische crisis en was tegen de democratie. Ze wilden zich daarom aansluiten bij een grote, vooruitstrevende organisatie. De Schutzstaffel voorzag veel beter in dit doel dan de SA.

#### Imagoschade van de SA
Onder leiding van Franz Pfeffer von Salomon maakte de SA in 1929, het jaar van de beurscrash en economische crisis, een enorme groei door. De Duitsers waren onder de indruk van de SA, omdat ze continu aanwezig was en haar macht op indrukwekkende wijze vertoonde. Toch waren er al gauw negatieve geluiden te horen over de SA. De bruinhemden waren steeds vaker betrokken bij vechtpartijen en wanordelijkheden. Het imago van de SA én de NSDAP werd hierdoor beschadigd en dit resulteerde, samen met een meningsverschil over de te geven financiële steun aan de SA, in een conflict tussen de partij en de Sturmabteilung.
De SS, die zich afzijdig hield van knokpartijen en dergelijke, profiteerde van de opgelopen imagoschade van de SA. Als gevolg hiervan stapten veel SA-leden in de loop der jaren over naar de SS.

#### NSDAP komt aan de macht
Hitler trad op 30 januari 1933 in dienst als Rijkskanselier. Door de benoeming van Hitler heerste er grote euforie binnen de SA en de SS. Er werden overal kampen, de eerste in Noord-Berlijn, opgezet om tegenstanders, voornamelijk linkse politici, in op te sluiten. Göring benoemde de SA en de SS tot hulppolitiediensten, omdat volgens hem het links-radicale geweld was toegenomen. Door de SA en SS hiertegen te laten optreden, dacht men bij de NSDAP dat ze het linkse geweld de kop konden indrukken. Beide organisaties konden nu worden ingezet als hulppolitie, maar ze voerden ook andere veiligheidstaken uit. Aanvankelijk was de SA verantwoordelijk voor de concentratiekampen. Het eerste kamp dat onder het gezag van de SS kwam te staan, was het concentratiekamp in Dachau. Waar de SA er een chaos van had gemaakt, wilde de SS het kamp snel op orde brengen. Om het kamp strakker en efficiënter te organiseren, werd Theodor Eicke, bevelhebber van de SS-Totenkopfverbände, eind juni 1933 aangesteld als kampcommandant. Onder leiding van Eicke werd het kamp een voorbeeld voor de vele concentratiekampen die nog zouden volgen. Eicke en zijn eenheid zouden nog een belangrijke rol spelen in de definitieve afrekening met de dreiging van de SA.
De ontwikkeling van de SS als veiligheidsdienst kreeg in het voorjaar van 1933 een belangrijke wending. De 1c-Dienst, de latere Sicherheitsdienst (SD), werd opgericht en kwam onder leiding te staan van Reinhard Heydrich. De SD had als belangrijkste taak dat er binnen de nationaalsocialisten geen oppositie tegen Hitler kon worden gevormd. Heydrich wilde tevens na de absolute machtsovername van de SD de staatspolitie maken. Dit zou nooit werkelijkheid worden, omdat Himmler al vrij snel de macht kreeg en de leiding over de Gestapo overnam van Göring, die uiteindelijk de staatspolitie zou worden. De SD werd later omgevormd tot de inlichtingendienst die verantwoordelijk was voor de binnenlandse veiligheid en buitenlandse spionage.
Al snel signaleerde de SD een bedreiging, die opnieuw van de Sturmabteilung afkomstig was, waar Ernst Röhm sinds 1930 weer de leiding had.

### Periode 1934 - 1939

#### Nacht van de Lange Messen

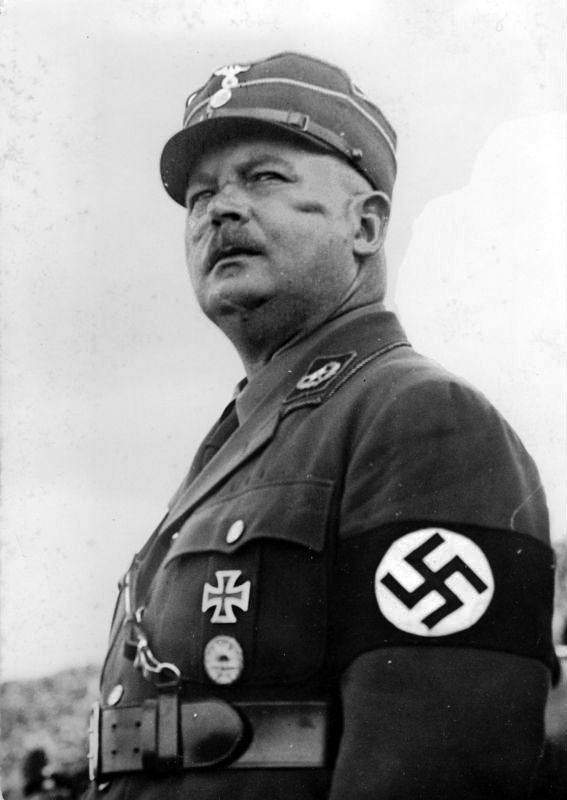
Ernst Röhm werd voor Hitler een te grote bedreiging.

De Sturmabteilung werd door Hitler opnieuw als grote bedreiging gezien. SA-leider Röhm wilde van de SA het nieuwe volksleger maken en uiteindelijk de macht overnemen in Duitsland. Hitler wilde Röhm tevreden stellen door hem op te nemen in zijn kabinet, maar Röhm kreeg niet de door hem gewenste ministerpost, namelijk die van defensie. Röhm bleef aandringen op meer financiële steun voor de SA, die inmiddels 4,5 miljoen leden had. Hitler wilde hiervan nog steeds niets weten.
Begin 1934 werd door de NSDAP leiding besloten dat de Reichswehr verantwoordelijk bleef voor de defensie en de SA verantwoordelijk was voor de veiligheid aan de grenzen en het voorkomen van oppositie in de staat. Bovendien viel de SA sindsdien direct onder het ministerie van defensie. Röhm had echter totaal andere plannen met de SA, hij wilde in feite de Reichswehr uiteindelijk opheffen of opnemen in 'zijn' SA, en was woedend op Hitler. Nadat de Führer hiervan op de hoogte werd gesteld besefte Hitler dat Röhm en zijn SA steeds gevaarlijker voor hem werden en dat er nu toch radicaal ingegrepen moest worden door hem nu het nog kon. De Führer had al snel een plan van aanpak klaarliggen. Hij speelde allereerst de SA en Reichswehr, die de concurrentie van de SA uiteraard ook niet zag zitten, tegen elkaar uit, zodat hij van hen meer steun zou krijgen om de SA uit te schakelen. Hitler verkoos uiteindelijk de gedisciplineerde, geoefende Reichswehr met talentvolle commandanten als Heinz Guderian boven de ongecontroleerde knokploeg die de SA was. Hiertoe werd in de lente van 1934 een officieuze deal met het leger gesloten, toen bleek dat de president Paul von Hindenburg stervende was. Voor Hitler drong de tijd ook steeds meer en in de zomer van 1934 was de maat vol. De SA was niet meer te houden en had zelfs al SS- en NSDAP-kantoren aangevallen.
Op 30 juni 1934 was de aanval op de SA gepland. Er werd zogenaamd bewijs gefabriceerd dat Röhm samen met andere hoge SA-officieren een coup tegen Hitler voorbereidde. De datum was gekozen omdat in die periode de meeste SA'ers met verlof waren.
Diverse SA-leiders werden gearresteerd en geliquideerd en ook Röhm werd gevangengenomen en opgesloten. Hij werd door de SS in een cel gestopt met een revolver, in de hoop dat hij zelfmoord zou plegen. Dit deed Röhm niet, waarop de SS zijn cel binnenliep en hem doodschoot.
De SA-kaders werden gezuiverd, evenals het ledenbestand. Binnen enkele maanden nam het aantal leden met 40% af, overigens stapten veel SA-mannen over op de SS, en het restant verklaarde zich loyaal aan Hitler en stond vanaf dit moment onder bevel van Viktor Lutze, de man die Röhm had verraden. De SA was beroofd van haar boegbeelden en de SS nam de paramilitaire rol van de SA over.

#### SS als vervanger van de SA

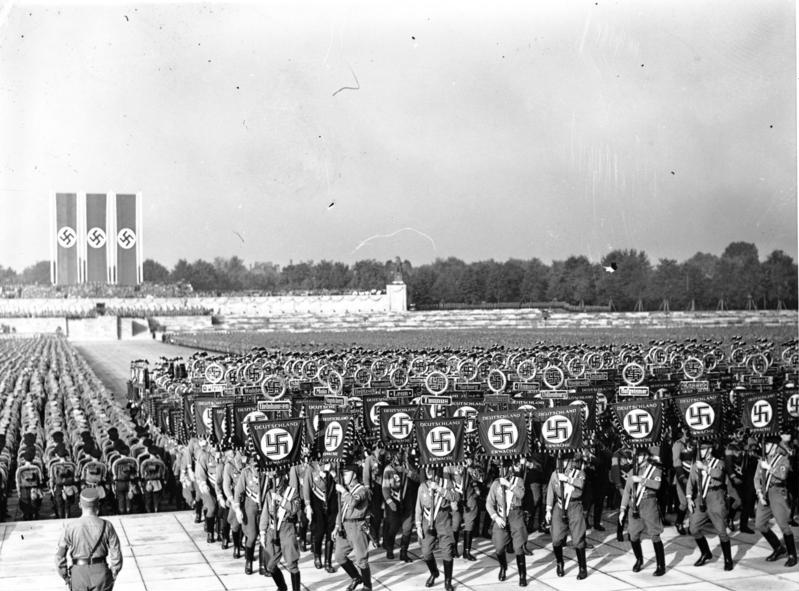
Reichsparteitag van de NSDAP in 1938.

Nu de SA was uitgeschakeld, kon de SS diverse taken van de Sturmabteilung overnemen. Zo kreeg de SS nu alle concentratiekampen onder beheer. Er werd uit een deel van de ongeveer 50.000 man tellende SS Sonderkommandos samengesteld. Deze Sonderkommandos waren, in tegenstelling tot de Allgemeine-SS, volledig in dienst van de SS en werden betaald door de staat. Ze werden ondergebracht in kazernes en uitgerust met infanteriewapens. Het Sonderkommando in Berlijn stond onder leiding van Sepp Dietrich en kreeg de naam Leibstandarte SS "Adolf Hitler" (LSSAH).
De SS-eenheden die de concentratiekampen bewaakten, de zogenaamde SS-Wachverbände, werden eveneens uit de staatskas betaald. Ze dienden volgens de NSDAP het staatsbelang. De leden van de Allgemeine-SS, de ongewapende tak van de SS, werden betaald door de partij zelf.
De LSSAH werd samen met het grootste deel van de Politische Bereitschaften, andere Sonderkommandos, verenigd tot de SS-Verfügungstruppe (SS-VT). De overige eenheden van Sonderkommandos werden samen met de SS-Wachverbände samengevoegd tot een bewakingseenheid van de concentratiekampen, de SS-Totenkopfverbände (SS-TV).
De SS-Verfügungstruppe telde vlak na haar oprichting ongeveer 15.000 man en was onderverdeeld in drie regimenten:
1. Leibstandarte (Berlijn)
2. Standarte Germania (Hamburg)
3. Standarte Deutschland (München)

In 1938 kwam hier een vierde regiment bij, genaamd Standarte Der Führer (Wenen). De regimenten van de SS-Verfügungstruppe mochten niet samensmelten tot één divisie en kregen geen genie- en artillerieafdelingen tot hun beschikking. De eenheden zouden namelijk geen deel uit gaan maken van de strijdmacht, maar ingezet worden voor binnenlandse taken van politieke aard.
De bewakingstroepen van de concentratiekampen, de SS-Totenkopfverbände, stonden onder leiding van Theodor Eicke. De SS-Totenkopfverbände was wel bewapend, maar werd toch niet tot de gewapende tak van de SS, de SS-Verfügungstruppe, gerekend. Het belangrijke verschil was dat de dienst van de SS-Verfügungstruppe als militaire dienst werd beschouwd, terwijl dat voor de SS-Totenkopfverbände niet gold. Tevens stond bij de SS-Totenkopfverbände de militaire opleiding niet centraal, maar bij de SS-Verfügungstruppe was dit wel het geval.

#### Begin van de Waffen-SS

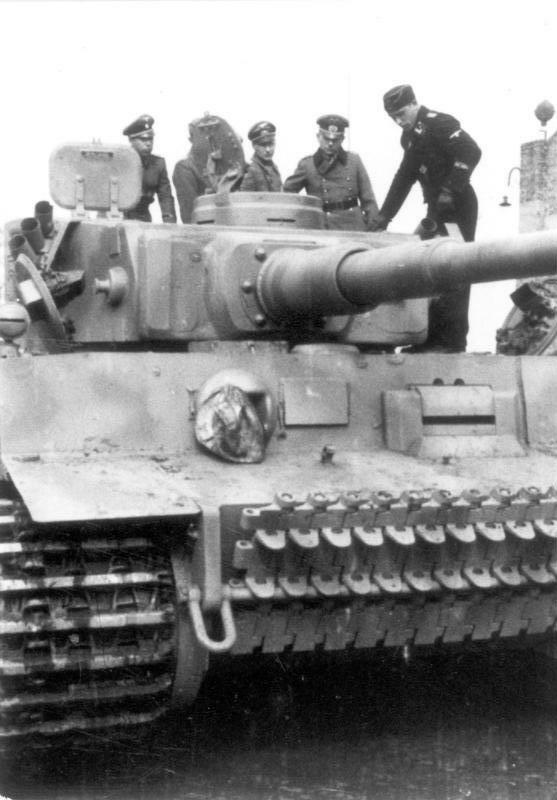
De Waffen-SS bleek later een eenheid van onschatbare waarde.

Waar Hitler de Wehrmacht, de vervanger van de Reichswehr, had beloofd dat zij de enige gewapende organisatie van de natie mochten zijn, was hij samen met Himmler al achter de schermen bezig om zo veel mogelijk militair opgeleide mannen bij de SS te krijgen. Hitler vertrouwde de Wehrmacht niet helemaal, vooral omdat deze niet onder de totale controle van de nazi's was, en wilde daar een door de partij gecontroleerd SS-leger tegenover stellen. Uiteindelijk zou dit 'partijleger' de Wehrmacht moeten vervangen. In feite greep Hitler daarmee terug op de oorspronkelijke plannen van Röhm met zijn SA-leger. De eerste aanzet tot een SS-leger werd gedaan in 1938. Himmler ging de SS-Totenkopfverbände op korte termijn militair trainen. Omdat Himmler in 1936 ook al de leiding had gekregen over de Duitse politie, liet hij deze nieuwe SS-soldaten doorgaan voor politieversterkingen. Op deze manier had Himmler aan het begin van de oorlog voldoende soldaten ter beschikking om drie SS-divisies te vormen, namelijk:
1. SS-Verfügungsdivision
2. SS-Totenkopfdivision (kampbewakers e.d.)
3. SS-Polizeidivision

Naast deze drie divisies waren er nog voldoende manschappen beschikbaar om nog negen SS-Totenkopfstandarten te vormen. Hieruit kwamen in de loop van 1940 nog meer divisies van de Waffen-SS uit voort. De naam Waffen-SS werd in het voorjaar van 1940 ingevoerd. De Waffen-SS omvatte naast de divisies en hun reserve-eenheden ook alle eenheden die niet door de partij werden gefinancierd, maar door de staat. Hierdoor vielen de kampbewakers (SS-Totenkopfverbände) dus ook onder de Waffen-SS.

#### Invloed van de SS op het onderwijs
Nadat Hitler aan de macht was gekomen, werd ook het Duitse onderwijs snel genazificeerd. Zo werd de nadruk gelegd op het goede van het nationaalsocialisme en het slechte van het communisme. Al snel na de machtsovername werden ook speciale scholen ingericht, die als doel hadden toekomstige politieke en/of militaire leiders op te leiden. Deze drie scholen waren de Nationalpolitsche Erziehungsanstalten (Napola), de Adolf Hitler-Schule en de Ordensburgen. De SS had met name op de Napola's, en in mindere mate op de Ordensburgen, een grote invloed.
In Ordensburgen werden alleen de meest fanatieke, zuivere en jonge nationaalsocialisten toegelaten en opgeleid. De leden van deze school waren voorbestemd om later leiders te worden van de NSDAP of SS. Er werd, naast de reguliere onderwijsactiviteiten, veel aandacht besteed aan militaire trainingen. Veel studenten wisten de opleiding niet te volbrengen, doordat de afstudeereis erg hoog lag. Veel afgestudeerden deden tijdens de oorlog dienst in onderdelen van de SS.
De studenten van deze Napola-scholen werden vooral geworven uit de Hitlerjugend. De toelatingseisen waren streng, waarbij 'Arische' afstamming en gezondheid voorop stonden. Naast de nazi-ideologie, werd ook de SS-ideologie van Ehre und Treue verweven in het onderwijsprogramma van de Napola-scholen. De SS was verantwoordelijk voor de levering van de leraren en de schoolhoofden. Door de invloed van de SS, had die organisatie de mogelijkheid om officieren naar eigen wens op te leiden en te werven voor de organisatie. Veel afgestudeerde studenten dienden tijdens de oorlog in de Waffen-SS.

#### Andere belangrijke zaken
In 1936 werd de Duitse politie opgenomen in de SS en opgesplitst in twee delen. Het eerste deel, de Ordnungspolizei, omvatte de lokale politie-eenheden die de dagelijkse politietaken moest uitvoeren. De Ordnungspolizei stond ook wel bekend als de Grüne Polizei, vanwege de groene uniformen die ze droegen. Het tweede deel, de Kriminalpolizei, was de recherche-organisatie van Duitsland. De Kriminalpolizei stond ook wel bekend als Kripo. Beide organisaties werden vlak voor het begin van de Tweede Wereldoorlog opgenomen in de RSHA

## Oorlogsperiode
De SS was een belangrijke schakel van de NSDAP. De organisatie droeg niet alleen het nationaalsocialisme over op de bevolking, maar de SS was ook belangrijk voor diverse andere projecten van het Duitse rijk.
Met het uitbreken van de oorlog kreeg de SS al snel een nóg belangrijkere functie. De gewapende eenheden bleken al snel sterker te zijn dan de reguliere legereenheden. De Waffen-SS werd het belangrijkste en bekendste onderdeel van de SS, terwijl de andere SS-onderdelen zich "nuttig" maakten achter het front, door al dan niet vermeende tegenstanders te bestrijden.

### Waffen-SS

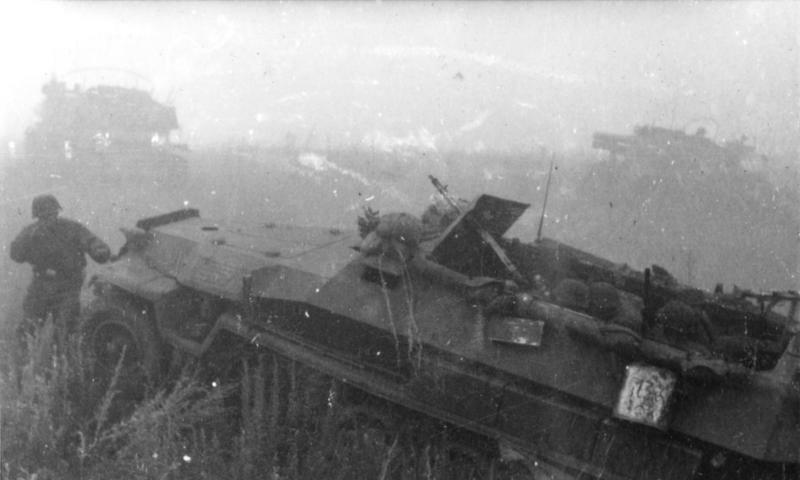
De Waffen-SS was een belangrijke schakel bij de Duitse strijdkrachten.

De Waffen-SS, de gewapende tak van de SS, werd voor het eerst ingezet in Polen. De eenheden van de Waffen-SS vervulden hun taken met succes en mochten een half jaar later opdraven in Nederland en Frankrijk, waar ze opnieuw lieten zien tot de beste eenheden van Duitsland te horen. De Standarte "Der Führer" doorbrak uiteindelijk de Grebbelinie bij de Grebbeberg.
Himmler, de leider van de algehele SS, had in 1941 besloten dat de Waffen-SS niet meer uit uitsluitend Duitsers hoefde te bestaan maar dat ook anderen van 'Germaanse' afkomst dienst konden nemen. Door deze maatregel groeide het ledenaantal van de Waffen-SS enorm. Deze nieuwe leden waren merendeels afkomstig uit bezette landen als Nederland, België (in eerste instantie alleen Vlamingen), Denemarken en Noorwegen en dienden merendeels in aparte eenheden. Ook bondgenoot Finland leverde een eenheid, waarbij de eis van de Germaanse afkomst voor het eerst werd versoepeld. Daarnaast telde de Waffen-SS vrijwilligers uit neutrale landen als Zweden en Zwitserland. Naarmate de oorlog verstreek werd de Waffen-SS steeds meer opengesteld voor niet-Germaanse leden en werden niet-Duitse eenheden van de Wehrmacht overgeheveld naar de Waffen-SS.
Omdat de Waffen-SS officieel als onderdeel van het Duitse leger werd gezien, werd de organisatie gefinancierd door de Duitse staat. Desondanks stond de Waffen-SS nog altijd onder leiding van Himmler en niet van een generaal van de Wehrmacht. Tijdens de oorlog vocht de Waffen-SS op alle Europese fronten en op het hoogtepunt omvatte de organisatie 38 divisies, met ruim 900.000 manschappen. De bekendste divisies zijn de Leibstandarte SS Adolf Hitler (LSSAH), de SS-Division Das Reich, de SS-Totenkopfdivision en de 12. SS-Panzerdivision Hitlerjugend.

### Ahnenerbe-SS
De in 1935 opgerichte Forschungsgemeinschaft Deutsches Ahnenerbe e.V. (Onderzoeksvereniging Duits voorouderserfgoed) was, sinds de samenvoeging met de SS in 1939, de 'wetenschappelijke' tak van de Schutzstaffel. Het onderzoeksinstituut had als voornaamste taak om wetenschappelijke bewijzen te vinden voor de herkomst en superioriteit van het zogenaamde Arische ras. Voor de oorlog was dit dan ook de voornaamste taak van de Ahnenerbe. Andere taken waren de rasverbetering, waartoe gehandicapten werden gesteriliseerd en gedood (zgn. 'euthanasie').
Tijdens de oorlog kreeg de Ahnenerbe steeds meer bevoegdheden en werd de organisatie steeds belangrijker. Zo werden er onder meer medische experimenten uitgevoerd op gevangen in de concentratiekampen.
Deze experimenten in de concentratiekampen vonden voornamelijk plaats tussen 1942 en 1945. Een groot aantal artsen, voornamelijk SS'ers, voerde in die periode ongeveer zeventig medische onderzoekprogramma's uit. Naast deze bezigheden werden de artsen ook belast met de zogenaamde Selektion, hetgeen betekent dat ze verantwoordelijk waren voor de verdeling van de gevangenen in arbeidsgeschikten, die werden aangewezen voor dwangarbeid, en arbeidsongeschikten, die rechtstreeks werden doorgestuurd naar de gaskamers.

### Allgemeine-SS
De Allgemeine-SS was de civiele afdeling binnen de SS-organisatie. De organisatie was de ongewapende tak van de SS en was onderverdeeld in SS-Oberabschnitte, die op hun beurt weer verdeeld waren in SS-Abschnitte.
De rol van de Allgemeine-SS in de oorlog was niet groot, maar de organisatie maakte zich wel nuttig. Ze verzorgde voornamelijk de administratie van de SS en was de organisatie waar passieve- en ereleden werden ondergebracht.
De Allgemeine-SS was vanuit militaire inzichten georganiseerd en gedurende de oorlog werden veel leden overgeplaatst naar de Waffen-SS, de bewapende afdeling van de Schutzstaffel. De organisatie bleef, in tegenstelling tot de Waffen-SS, tijdens de gehele oorlog een partijorganisatie, die betaald werd uit de partijkas.

### Sipo und SD
In de veroverde gebieden, die beschouwd werden als delen van het toekomstig Groot-Germaanse Rijk, werden door de Sipo und SD nationaalsocialisten op leidinggevende functies gezet. Deze nationaalsocialisten hadden wel elk een commandant van de Sipo und SD onder zich. Door middel van deze functionarissen zag de SS vaak kans om in de bezette gebieden een hoge mate van zelfstandig gezag uit te oefenen.
De Inland-SD was verantwoordelijk voor het inwinnen van inlichtingen binnen de grenzen van het Derde Rijk over mogelijke verzetsgroepen. De Ausland-SD was verantwoordelijk voor het inwinnen van civiele inlichtingen buiten de grenzen van het Derde Rijk. In 1944 nam de Ausland-SD ook alle taken van de Abwehr over.

#### SS-Einsatzgruppen

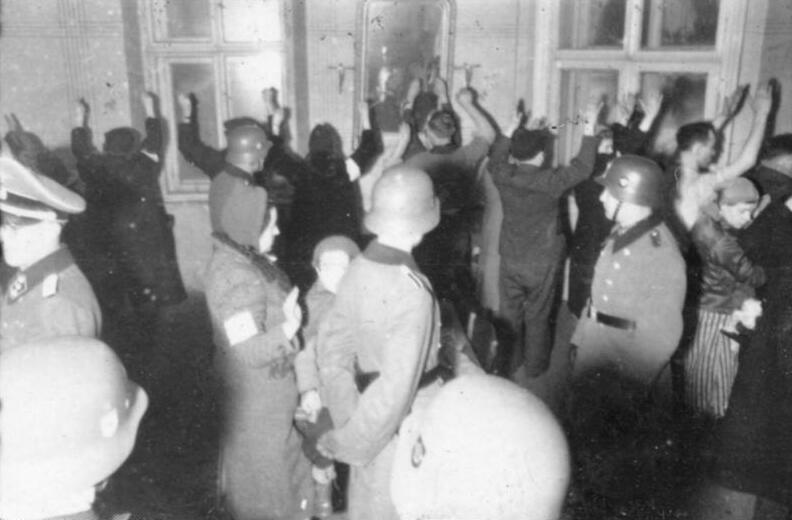
Einsatzgruppen in Roemenië.

De Einsatzgruppen waren speciale eenheden van de SS, die onder de Sipo und SD vielen en werden gevormd om alle weerstand achter de Duitse frontlinies uit te schakelen.
De eerste Einsatzgruppen werden opgericht in 1938 en werden gebruikt bij de Anschluss en de annexatie van Tsjecho-Slowakije. De oorspronkelijke functies van de Einsatzgruppen was het in bezette gebieden uitschakelen van potentiële bedreigingen en onderscheppen van belangrijke informatie. In Oostenrijk en Tsjecho-Slowakije bleven de activiteiten van de Einsatzgruppen beperkt tot het 'nazificeren' van de regeringen en het opbouwen van nieuwe concentratiekampen. In 1939 werden de Einsatzgruppen naar Polen gezonden, om daar in het veroverde gebied de Poolse elite uit te schakelen, zodat er geen fatsoenlijk georganiseerde verzetsgroep kon worden opgezet. In 1941 waren de Einsatzgruppen op hun hoogtepunt. De Duitsers waren inmiddels met operatie Barbarossa gestart. De Einsatzgruppen kregen de taak om achter de Duitse frontlinies de zogenaamde Untermenschen (met name Joden, zigeuners en communisten) te elimineren. In de Baltische staten (Kovno, Kaunas), Wit-Rusland, Oekraïne (Babi Yar) en Rusland, ver achter de frontlijn speelden zich taferelen af die historici nu de 'Wilde Holocaust' noemen. De moordpartijen gebeurden in de Sovjet-Unie op een veel grotere schaal dan in Polen. Van de zes miljoen slachtoffers die gevallen zijn tijdens de Holocaust zijn nagenoeg een kwart tot een derde vermoord door de Einsatzgruppen die ongemeen brutaal en beestachtig huishielden in de Oostelijke veroverde gebieden. Ook toen het tij langzamerhand keerde voor de Duitsers bleven de Einsatzgruppen actief. Tot de laatste ogenblikken van de invasie bleven ze mensen doden, waarna hun stoffelijke resten werden verbrand of begraven in massagraven.
De laatste Einsatzgruppen werden opgeheven in de zomer van 1944 (hoewel sommige officieel nog bestonden tot 1945), op het moment dat de Duitsers zich aan alle fronten moesten terugtrekken. Het was sindsdien voor de Einsatzgroepen nagenoeg onmogelijk om de Untermenschen te elimineren. De leden van de Einsatzgruppen werden overgeplaatst naar de Waffen-SS of diverse concentratiekampen.

### Speciale eenheden
In het begin van 1938 had de SS de rol van Sonderkommandos opgericht, met als doel om door middel van kleine eenheden speciale taken uit te kunnen voeren. Deze Sonderkommandos - niet te verwarren met de Sonderkommandos die in de concentratiekampen werkten - hadden een belangrijke taak in de oorlog: zij kregen speciale opdrachten van de nazitop en gingen op jacht naar vijanden van het Duitse volk die geliquideerd dienden te worden
Sonderkommandos gingen aanvankelijk alleen in Oost-Europa, maar later ook in Zuid-, Noord- en West-Europa, achter de Duitse linies op zoek naar "Untermenschen" en potentiële verzetslui. De Sonderkommandos waren vaak betrokken bij moordpartijen en deportaties van Joden.
Veel eenheden van de Sonderkommandos waren ook ingedeeld bij de SS-Einsatzgruppen.

### Concentratiekampen

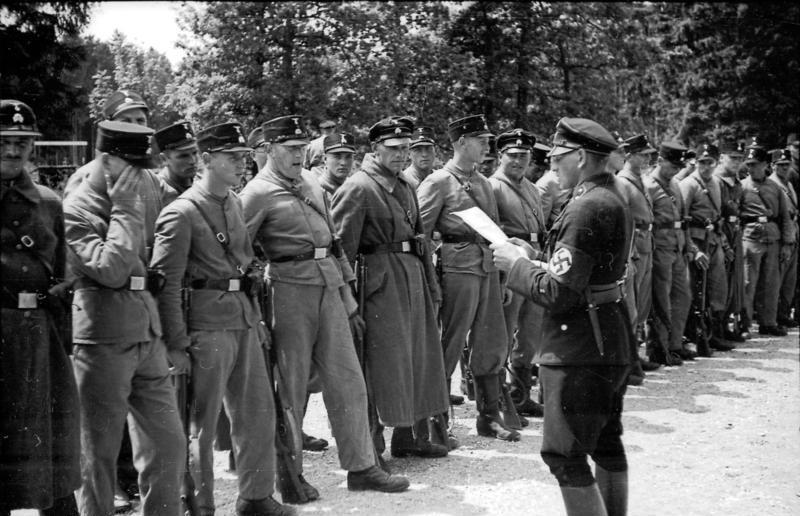
Leden van de SS-Totenkopfverbände in Dachau.

Vanaf 1934 had de SS de leiding over alle concentratiekampen. De SS-Totenkopfverbände, onder leiding van Theodor Eicke, was verantwoordelijk voor de dagelijkse gang van zaken in deze kampen. In 1938 kreeg de eenheid ook een militaire tak erbij, namelijk de SS-Totenkopfdivision, die in 1940 bij de Waffen-SS werd gevoegd. Veel leden van de Totenkopfverbände stapten over naar deze divisie, waardoor de eenheid aanvankelijk veel ervaren krachten verloor.
Aanvankelijk bestond de Totenkopfverbände uit diverse regimenten, die elk zo waren opgebouwd, dat ze perfect paste bij het concentratiekamp waar ze dienstdeden. De Totenkopfverbände werd bij het uitbreken van de oorlog flink uitgebreid, dat uiteindelijk ertoe leidde dat ze voor alle type concentratiekampen gespecialiseerde diensten hadden. In 1944 bestond de Totenkopfverbände uit drie soorten divisies, namelijk:
1. Personeel voor de concentratiekampen in Duitsland en Oostenrijk
2. Personeel voor de concentratiekampen in veroverde landen
3. Personeel voor de vernietigingskampen

In 1942 werden alle bewakers en administratieve medewerkers van de concentratiekampen om administratieve redenen toegevoegd aan de Waffen-SS. Om de grote administratie van de concentratiekampen te kunnen overzien, werden de concentratiekampen onder toezicht geplaatst van de Wirtschafts-Verwaltungshauptamt (WVHA). Oswald Pohl was leider van deze ambt, terwijl Richard Glücks verantwoordelijk werd gesteld voor de inspectie van de concentratiekampen.
In 1944, op het moment dat de concentratiekampen volledig in de Waffen-SS waren geïntegreerd en onder toezicht stonden van de WVHA, werd er een systeem ingevoerd, dat SS-leden, die in het concentratiekamp dienstdeden, naar het front konden worden gestuurd als de situatie daarom vroeg. SS'ers die aan het front gewond waren geraakt en tijdelijk niet konden terugkeren, namen vaak de plaatsen van de vertrokken SS'ers in. Door dit systeem waren bijna alle leden van de Waffen-SS op de hoogte van het bestaan van de concentratiekampen, hetgeen de organisatie geheel aansprakelijk maakte voor het plegen van misdaden tegen de menselijkheid.
Aan het einde van de oorlog werd de Hulp-SS opgericht, een organisatie die als doel had de concentratiekampen draaiende te houden. De leden van de Hulp-SS waren geen echte SS'ers, maar vaak afkomstig uit andere delen van het Duitse leger, de NSDAP en de Volkssturm. De leden deden voornamelijk werk als kampbewaker of administrateur. Direct na de overgave van Duitsland werd de organisatie opgeheven. Een grote betekenis heeft deze organisatie vanwege de late oprichting niet gehad.

### Germaansche SS

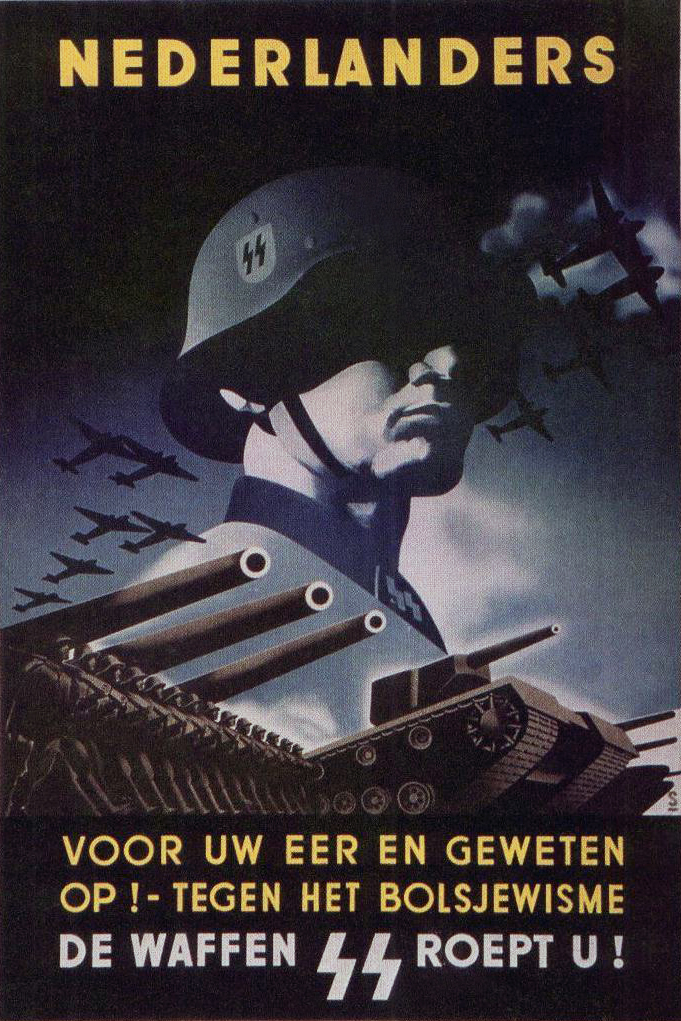
Een Nederlands rekruteringsaffiche voor de Waffen-SS

De Germaansche SS was een verzamelnaam voor verschillende paramilitaire groepen, die van 1939 tot 1945 opkwamen in door Duitsland bezette gebieden. De groepen van de Germaansche SS waren gebaseerd op dezelfde principes als de Allgemeine-SS en hadden als doel de nationaalsocialistische rassendoctrine en antisemitisme op te leggen. Dit waren dan ook de voornaamste taken van de organisaties. Daarnaast namen ze vaak lokale politietaken op zich en ondersteunden ze eenheden van de Gestapo, de SD en andere afdelingen van het RSHA. In totaal omvatte alle groepen van de Germaansche SS samen ongeveer 80.000 leden.

#### Nederlandsche SS
Veruit de bekendste Germaansche SS afdeling was de Nederlandsche SS. De leden van de Nederlandsche SS hielden zich, naast de eerder genoemde taken, voornamelijk bezig met het opsporen en opsluiten van Joden in diverse kampen, waar ze werden klaargemaakt voor de deportatie naar de vernietigingskampen.

#### Algemeene-SS Vlaanderen
De Algemeene-SS Vlaanderen had een vrij beperkte rol tijdens de oorlog. Het belang van de Algemeene-SS Vlaanderen was geen militair strategisch belang, maar was een van de manieren waarop Duitsland zijn invloed in België trachtte te vergroten. Doordat Vlaanderen in het algemeen een grote zelfstandigheid nastreefde, mislukte de poging om de Duitse invloeden in Vlaanderen te vergroten.

#### Noorse Waffen-SS
In Noorwegen vond eveneens collaboratie plaats en zou een groot aantal Noorse jongemannen zich aanmelden bij de SS. Velen van hen streden in de 6. SS-Gebirgs-Division Nord, en in het SS-Skijäger-Batallion: een infanterie-eenheid die was gespecialiseerd in de oorlogvoering in de poolstreken en zich 's winters verplaatste op langlauf-ski's en werd ingezet tegen het Rode Leger in de arctische streken van Karelië nabij Moermansk, met name in de slag bij Kaprolat en Hasselmann in juni 1944.

### Vrouwen in de SS
Tijdens de oorlog meldden zich ook steeds meer vrouwen aan om als vrijwilliger te gaan werken bij de SS. Dit zorgde ervoor dat in maart 1942 het SS-Helferinnenkorps werd opgericht. Ze werden veelal ingezet als assistenten op administratieve afdelingen. Het kwam ook weleens voor dat leden van het SS-Helferinnenkorps werden geplaatst in concentratiekampen, om daar als bewakers aan de slag te gaan.
Deze vrouwelijke bewakers van concentratiekampen werden Aufseherinnen genoemd. Bijna alle Aufseherinnen kregen hun opleiding tot kampbewaakster in het vrouwenkamp Ravensbrück. In 1942 arriveerden de eerste vrouwen in Auschwitz en Majdanek en het jaar erna werden er steeds meer vrouwen aangetrokken, omdat er een tekort ontstond aan mannelijke bewakers. Officieel was hun taak de mannelijke bewakers te assisteren om de orde te bewaren in de concentratiekampen, maar het kwam vaak voor dat ze de gevangenen afranselden, mishandelen of zelfs vermoordden. Ook hielpen ze mee met de selecties voor de gaskamers.

### Oorlogsmisdaden
Tijdens de oorlog maakte de SS zich, in zowel het westen als het oosten, meerdere keren schuldig aan het plegen van oorlogsmisdaden.
De bekendste daarvan zijn het bloedbad van Malmedy en dat van Oradour-sur-Glane. Daarnaast hebben eenheden ervan ook moordpartijen aangericht in onder meer Wereth, Wormhoudt, Le Paradis, Tulle, Marzabotto, Ardeatine, Ardeatine, Distomo, Sant'Anna di Stazzema en Ardenne Abbey. De in Oost-Europa aangerichte slachtpartijen zijn minder goed gedocumenteerd, maar omdat de mensen daar beschouwd werden als "Untermenschen", kwamen oorlogsmisdaden daar vaker voor.
Ook wordt de SS medeverantwoordelijk geacht voor de Holocaust, die niet wordt gezien als een oorlogsmisdaad maar als een misdaad tegen de menselijkheid.

## Na de oorlog
De SS had zich in de oorlog schuldig gemaakt aan diverse misdaden wat ertoe leidde dat na de oorlog zowel de organisatie zélf, als veel leden ervan berecht werden. Een groot aantal SS-leden zou na de oorlog dienst nemen in het Franse Vreemdelingenlegioen om te strijden in de Eerste Indochinese Oorlog, de koloniale oorlog in Indo-China.

### Berechting van de organisatie
Op 10 oktober 1945, tijdens processen van Neurenberg, werd de NSDAP en haar afdelingen, waaronder ook de SS, verboden en opgeheven. Tijdens het eerste proces, waar zes nazi-organisaties en tweeëntwintig belangrijke nazi's werden aangeklaagd, vertegenwoordigde Ernst Kaltenbrunner, de laatste chef van het RSHA, de SS, SD en de Gestapo. Kaltenbrunner werd veroordeeld voor het plegen van misdaden tegen de menselijkheid en het schenden van oorlogswetten en kreeg hiervoor de doodstraf. Daarnaast werden de SS, SD en Gestapo formeel bestempeld als criminele organisatie.

### Berechting van SS'ers

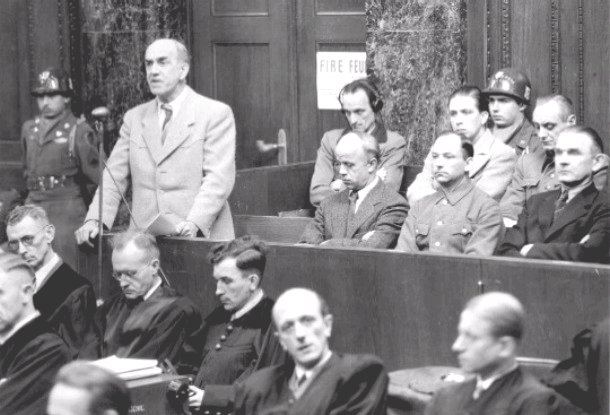
Osward Pohl tijdens het proces tegen de SS-Wirtschafts-Verwaltungshauptamt, waar hij de leiding voerde.

Na het eerste, grootschalige proces, volgden nog twaalf andere processen, waarin ook diverse aspecten van de SS aan bod kwamen.
Tijdens een van de processen stonden drieëntwintig SS-artsen terecht. De verdachten werden tijdens dit proces, beter bekend als het Artsenproces, veroordeeld voor hun betrokkenheid bij de medische experimenten op mensen, die plaatsvonden in diverse concentratiekampen. Nauw verbonden aan dit proces was het proces tegen het SS-Rasse und Siedlungshauptamt, dat onderzoek deed naar de rassenzuivering.
Tijdens het proces tegen de SS-Wirtschafts-Verwaltungshauptamt, ook wel bekend onder de naam Pohl-proces, werden de medewerkers en de leider van de organisatie, Oswald Pohl, veroordeeld voor oorlogsmisdaden en misdaden tegen de menselijkheid.
De officieren van de Einsatzgruppen werden veroordeeld voor oorlogsmisdaden, misdaden tegen de menselijkheid en het lid zijn van een verboden organisatie. Tijdens het proces tegen de Einsatzgruppen werden de meeste officieren ter dood veroordeeld.
Lang niet alle SS'ers werden in deze processen veroordeeld. Adolf Eichmann, verantwoordelijk voor het uitroeien van de Joden, wist uit Amerikaans gevangenschap te ontsnappen en verbleef enkele jaren in een bosrijk gebied. Hij vluchtte in 1950 naar Argentinië, waar hij in 1960 werd ontvoerd en naar Israël werd gebracht. In Israël werd hij in een proces alsnog veroordeeld voor zijn daden en tot de dood veroordeeld.
Adolf Eichmann was de laatste hoge SS'er die werd veroordeeld. In de jaren erna zijn nog veel SS'ers, meestal in eigen land, veroordeeld. Hoewel de intensieve jacht op SS’ers is gestopt, hebben er ook de laatste jaren nog processen plaatsgevonden tegen individuele SS’ers.

### ODESSA
ODESSA, voluit Organisation der ehemaligen SS-Angehörigen, was een netwerk van en voor nazi-voortvluchtigen, dat na het einde van de Tweede Wereldoorlog werd opgezet door enkele SS-officieren.
ODESSA zou banden hebben met Argentinië, Egypte, Duitsland, Italië, Zwitserland en het Vaticaan. De organisatie opereerde vanuit de Argentijse hoofdstad Buenos Aires en hielpen Eichmann, Mengele en andere SS-misdadigers een nieuwe identiteit en schuilplaats te geven in Zuid-Amerika of het Midden-Oosten.

## Ideologie

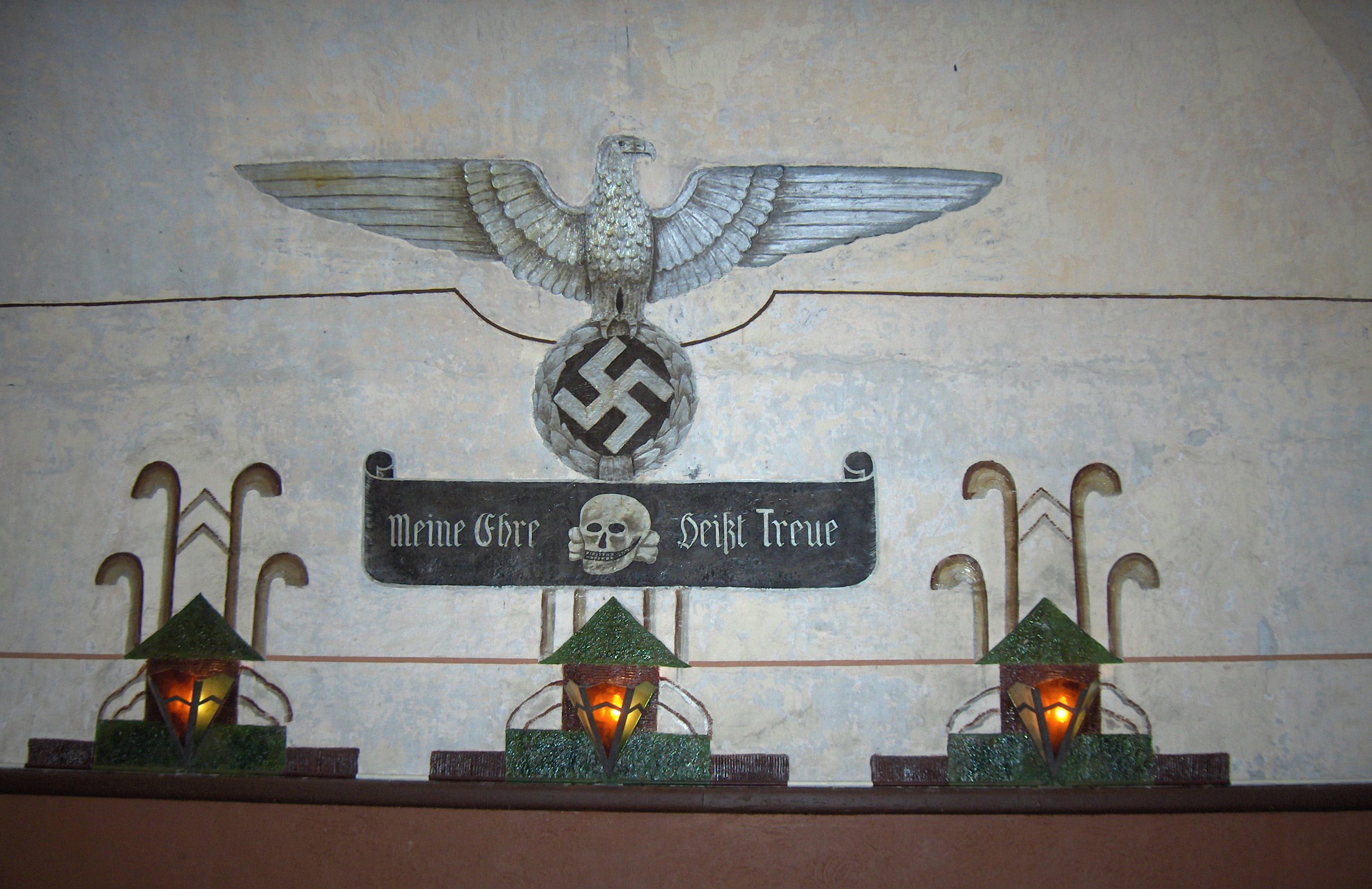
De inscriptie luidt: "Meine Ehre heißt Treue"

De officiële SS-ideologie is terug te vinden in de vormingsbladen van de SS (SS-Leifthelfe) en het weekblad van de organisatie, Das schwarze Korps. De SS-ideologie is nagenoeg gelijk aan de nazi-ideologie. In beide ideologieën is onder meer sprake van:
1. Agressief nationalisme,
2. Afkeer van Joden en andere minderheden
3. Blut und Boden
4. Streven naar een Einheitliche Volksgemeinschaft

Belangrijk in de SS-ideologie was ook de in 1936 opgerichte Lebensborn. De Lebensborn was een organisatie van kraamklinieken voor ongehuwde vrouwen, indien zij volgens de SS-maatstaven waardevol waren wat hun ras betreft. Volgens de denkbeelden van de SS was het culturele niveau van een volk hoger, naarmate een groot deel van de bevolking van raszuiver (arisch) bloed was. Volgens deze ideologie was ook de politieke staat en haar militaire macht slechts verzekerd door een gestage bevolkingsgroei. Onder de leiding van Himmler werd het aantal abortussen bij ongehuwde vrouwen teruggedrongen en werden de SS-leden aangespoord om zo veel mogelijk kinderen te verwekken.
Een andere belangrijke organisatie in de SS-ideologie was de Ahnenerbe. Himmler had deze organisatie in 1935 opgericht om de (cultuur)historische studie van het Germanendom en de "Nordische" mens te bevorderen. Daarnaast was het de bedoeling om een basis te leggen voor een niet-christelijke, volkseigen levensbeschouwing en levenswijze. De meeste studies hadden betrekking op vragen en theorieën die geleerden als onwetenschappelijk beschouwden.
Na enkele jaren werd het zwaartepunt van het onderzoek in de Ahnenerbe verlegd naar het natuurwetenschappelijk gebied. De voornaamste taak van de Ahnenerbe sindsdien had, was om wetenschappelijke bewijzen voor de herkomst en superioriteit van het zogenaamde Arische ras te vinden. Vanaf dat moment werden ook experimenten uitgevoerd op gevangenen in concentratiekampen.
De SS-ideologie was eigenlijk een mengelmoes van verschillende ideologieën, met het nationaalsocialisme centraal. Het verbindend element tussen de diverse takken van de SS was dan ook niet zozeer het gemeenschappelijk denkbeeld, maar de onvoorwaardelijke trouw aan Hitler en Himmler. Bovendien wilden de SS'ers allemaal bij de elite-eenheid van het Duitse rijk horen.
De gewone SS'er was een man die als hij bij zijn gezin was zich keurig aan de regels hield en precies wist wat mocht en wat niet mocht. Echter, wilde de Führer iets gedaan hebben waarbij normen en waarden moesten worden geschonden, dan volgde de SS'er dat bevel blindelings. Deze mentaliteit zorgde ervoor dat de SS een organisatie werd met een enorme stootkracht en doelmatigheid.

### Rangen
Sinds 1934 hanteerde de SS een vaste rangorde om zich te onderscheiden van de Wehrmacht, het Duitse leger. De rangen van de SS waren in het begin gelijk aan de rangen van de SA, maar kregen uiteindelijk een eigen titel en symbool. Het woord Führer komt veelvuldig voor en was in overeenstemming met het Führerprinzip (leidersprincipe).

## Ahnenpass
Met de Ahnenpass diende elk potentieel lid van de SS zijn afkomst te bewijzen. Leden van de SS mochten, zeker in de beginjaren, geen enkele voorvader hebben die als niet-arisch werd beschouwd. Verschillende Ahnenpassen hebben dan ook verwijzingen tot vijf of zes generaties terug.
Door dit document, dat overigens enkel kon verkregen worden na uitvoerige controles, kon een Duitse man een aanvraag doen tot toetreding van de SS. Vaak waren deze documenten echter onvolledig ingevuld of incorrect, aan de behoefte van de rekruteringsambtenaren. Na 1942 werd dit document niet meer verlangd door een tekort aan vervangingstroepen voor de SS.

## Bekende SS'ers
- Erich von dem Bach-Zelewski
- Georg Bachmayer
- Karl Peter Berg
- Herbertus Bikker
- Paul Blobel
- Heinrich Boere
- Jan Boogaard
- Sander Borgers
- Rudolf Brandt
- Siert Bruins
- Léon Degrelle
- Sepp Dietrich
- Oskar Dirlewanger
- Adolf Eichmann
- Klaas Carel Faber
- Hermann Fegelein
- Franz Fischer
- Ferdinand aus der Fünten
- Albert Konrad Gemmeker
- Amon Göth
- Irma Grese
- Herbert Hagen
- Pieter Schelte Heerema
- Walter Heinrich
- Reinhard Heydrich
- Heinrich Himmler
- Dirk Hoogendam
- Rudolf Höss
- Ernst Kaltenbrunner
- Joseph Kotalla
- Joseph Kramer
- Eduard Krebsbach
- Willy Lages
- Bernhard van Lippe-Biesterfeld
- Josef Mengele
- Pieter Menten
- Kurt Meyer
- Gerard Mooyman
- Heinrich Müller
- Karl Oberg
- Auke Pattist
- Joachim Peiper
- Ferdinand Porsche
- Ernst Herman van Rappard
- Sigmund Rascher
- Hanns Albin Rauter
- Walter Reder
- Walter Schellenberg
- Hanns-Martin Schleyer
- Josef Schwammberger
- Franz Xaver Schwarz
- Otto Skorzeny
- Toon Soetebier
- Johann Friedrich Stöver
- Tony Van Dyck
- Karl Wolff

## Gebruik van de afkorting SS
Heden ten dage is de afkorting SS nog steeds omstreden en tracht men deze zo veel mogelijk te vermijden. Nederlandse postcodes en autokentekens met SS komen bijvoorbeeld niet voor en SS wordt ook niet gebruikt voor de afkorting van organisaties. Om dezelfde reden vermijdt men ook vaak voornamencombinaties die tot de initialen S.S. leiden. Het Haagse station SS (Staatsspoor), dat al voor de oorlog bestond, bleef echter tot 1973 bestaan. Chevrolet, een Amerikaans automerk, geeft sportieve modellen soms wel de afkorting SS mee.
In het logo van de Amerikaanse hardrockband Kiss zijn de twee S-en gestileerd als bliksemschichten lijkend op het SS symbool. Hoewel dit volgens de band toeval is en niets met de SS te maken heeft, ziet deze zich toch gedwongen in Duitsland, Oostenrijk, Zwitserland, Polen, Litouwen, Israël en Hongarije een ander logo te gebruiken om juridische problemen te voorkomen.